# Col·lapsologia
El terme col·lapsologia o col·lapsisme és un neologisme utilitzat per designar l'estudi transdisciplinari dels riscos de col·lapse de la civilització industrial. El col·lapsisme és el conjunt d'estudis, publicacions informacions que analitzen la probabilitat d'un col·lapse general de la societat, induït pel canvi climàtic, l'escassetat de recursos, les grans extincions i els desastres naturals. Tot i que el concepte de col·lapse civilitzador o social ja havia existit durant molts anys, la col·lapsologia centra la seva atenció en les societats contemporànies, industrials i globalitzades.

## Context
La paraula col·lapsologia o col·lapsisme es va començar a fer servir arran de la publicació de Collapse: How Societies Choose to Fail or Succeed, de Jared Diamond, el 2005. Es va popularitzar arran de l'assaig de Pablo Servigne i Raphaël Stevens: Comment tout peut s'effondrer. Petit manuel de collapsologie à l’usage des générations présentes publicat el 2015 a França. Des d'aleshores, el terme s'ha anat estenent progressivament. La col·lapsologia s'emmarca en la idea que la humanitat impacta en el medi ambient de manera sostenible i negativa, i propaga el concepte d'urgència ecològica, vinculat especialment a l'escalfament global i la pèrdua de biodiversitat. Els col·lapsistes creuen, però, que el col·lapse social industrial podria ser el resultat d'una combinació de diferents crisis: ambientals, energètiques, econòmiques, geopolítiques, democràtiques i altres.
El col·lapsisme o col·lapsologia és un exercici transdisciplinari que inclou ecologia, economia, antropologia, sociologia, psicologia, biofísica, biogeografia, agricultura, demografia, política, geopolítica, bioarqueologia, història, futurologia, salut, dret i art.
Etimològicament, és un mot creuat derivat del llatí collapsus, 'caure, esfondrar' i del sufix -logia, logos, 'estudi', que pretén anomenar un plantejament de caràcter científic.

## Base científica
Ja l'any 1972, The Limits to Growth, un informe elaborat per investigadors del MIT, alertava dels riscos d'un creixement demogràfic i econòmic exponencial en un planeta amb recursos limitats.
Com a enfocament sistèmic, la col·lapsologia es basa en estudis prospectius com The Limits of Growth, però també en l'estat de les tendències globals i regionals en els àmbits ambiental, social i econòmic (com l'IPCC, IPBES o Global Environment Outlook). informes publicats periòdicament per la Divisió d'Alerta Precoç i Avaluació del Programa de les Nacions Unides per al Medi Ambient) i nombrosos treballs científics així com diversos estudis, com ara "A safe operating space for humanity" i "Approaching a state shift in Earth's biosphere"; publicats a Nature el 2009 i 2012, respectivament, o "The trajectory of the Anthropocene: The Great Acceleration", publicat el 2015 a The Anthropocene Review i "Trajectories of the Earth System in the Anthropocene", publicat el 2018 a les Actes de l'Acadèmia Nacional de Ciències dels Estats Units d'Amèrica. Hi ha proves que recolzen la importància del processament col·lectiu dels aspectes emocionals de contemplar el col·lapse social i l'adaptabilitat inherent d'aquestes experiències emocionals.

## Història

### Precursors (278 aC–2013)
Tot i que aquest neologisme va aparèixer el 2015 i es refereix a l'estudi del col·lapse de la civilització industrial, l'estudi del col·lapse de les societats és més antic i és probablement una preocupació de totes les civilitzacions. Entre els treballs sobre aquesta temàtica (en sentit ampli) es poden citar els textos de Berossus (278 aC), Plini el Jove (79 dC), Ibn Khaldun (1375), Montesquieu (1734), Thomas Robert Malthus (1766–1834), Edward Gibbon (1776), Georges Cuvier, (1821), Élisée Reclus (1905), Oswald Spengler (1918), Arnold Toynbee (1939), Günther Anders (1956), Samuel Noah Kramer (1956), Leopold Kohr (1957), Rachel Carson (1962), Paul Ehrlich (1969), Nicholas Georgescu-Roegen (1971), Donella Meadows, Dennis Meadows i Jørgen Randers (1972), René Dumont (1973), Hans Jonas (1979), Joseph Tainter (1988), Al Gore (1992), Hubert Reeves (2003).), Richard Posner (2004), Jared Diamond (2005), Niall Ferguson (2013).

#### Arnold J. Toynbee
En la seva obra monumental (publicada inicialment en dotze volums) i molt controvertida d'historiografia contemporània titulada "A Study of History " (1972), Arnold J. Toynbee (1889–1975) tracta la gènesi de les civilitzacions, el seu creixement, la seva decadència i la seva disgregació. Segons ell, la mortalitat de les civilitzacions és una evidència trivial per a l'historiador, així com el fet que se succeeixin durant un llarg període.

#### Joseph Tainter
En el seu llibre The Collapse of Complex Societies, l'antropòleg i historiador Joseph Tainter (nascut el 1949) estudia el col·lapse de diverses civilitzacions, inclosa la de l'Imperi Romà, en termes de teoria de xarxes, economia de l'energia i teoria de la complexitat. Per a Tainter, una societat cada cop més complexa acaba col·lapsant a causa de la dificultat cada cop més gran per resoldre els seus problemes.

#### Jared Diamond
El geògraf, biòleg evolucionista i fisiòleg estatunidenc Jared Diamond (nascut el 1937) ja va evocar el tema del col·lapse de la civilització en el seu llibre anomenat Collapse: How Societies Choose to Fail or Succeed, publicat el 2005. En basar-se en casos històrics, en particular la civilització Rapa Nui, els víkings i la civilització maia, Diamond argumenta que la humanitat s'enfronta col·lectivament, a una escala molt més gran, a molts dels mateixos problemes que aquestes civilitzacions, amb possibles conseqüències catastròfiques en un futur proper. Aquest llibre ha tingut una ressonància més enllà dels Estats Units, malgrat algunes crítiques. Els defensors del catastrofisme que s'identifiquen com a "catastrofistes il·lustrats" es basen en l'obra de Diamond, ajudant a construir l'expansió de la xarxa d'ecologia relacional, els membres de la qual creuen que l'home es dirigeix cap al desastre. El col·lapse de Diamond es va apropar al col·lapse de la civilització des de les perspectives arqueològiques, ecològiques i biogeogràfiques de les civilitzacions antigues

### Col·lapsistes moderns
Des de la invenció del terme, han sorgit diverses personalitats que analitzen, critiquen o defensen el concepte. No tots tenen la mateixa visió del col·lapse de la civilització, alguns fins i tot rebutgen el terme "col·lapsòleg", però tots coincideixen que la civilització industrial contemporània, i la biosfera en el seu conjunt, estan a les portes d'una crisi global de proporcions sense precedents. Segons ells, el procés ja està en marxa, i ara només és possible intentar reduir-ne els seus efectes devastadors en un futur proper. Els líders del moviment són Yves Cochet i Agnès Sinaï de l'Institut Momentum i Pablo Servigne i Raphaël Stevens.
Més enllà dels col·lapses francesos esmentats anteriorment, es poden citar: Aurélien Barrau (astrofísic), Philippe Bihouix (enginyer, desenvolupador de baixa tecnologia), Dominique Bourg (filòsof), Valérie Cabanes (advocada, demanant el reconeixement del delicte d'ecocidi a la Cort Internacional de Justícia), Jean-Marc Jancovici (especialista en energia i clima) i Paul Jorion (antropòleg, sociòleg). El 2020, el lloc web francès d'humanitats i ciències socials Cairn.info va publicar un dossier sobre col·lapsologia titulat The Age of Catastrophe, amb contribucions de l'historiador François Hartog, l'economista Emmanuel Hache, el filòsof Pierre Charbonnier, l'historiador de l'art Romain Noël, el geocientífic Gabriele Salerno i el filòsof nord-americà Eugene Thacker.
En el seu llibre Anti-Tech Revolution: Why and How, Theodore Kaczynski també adverteix de l'amenaça d'un col·lapse social catastròfic.